# Lindbergocapsus allii
Lindbergocapsus allii är en insektsart som först beskrevs av Knight 1923.  Lindbergocapsus allii ingår i släktet Lindbergocapsus och familjen ängsskinnbaggar. Inga underarter finns listade i Catalogue of Life.